# Roturas
Roturas település Spanyolországban, Valladolid tartományban. Roturas Curiel de Duero, Pesquera de Duero, Piñel de Abajo, Piñel de Arriba, San Llorente, Corrales de Duero és Valdearcos de la Vega községekkel határos. Lakosainak száma 26 fő (2024).

## Népesség
A település népessége az utóbbi években az alábbiak szerint változott:
| Lakosok száma | 32   | 32   | 33   | 37   | 32   | 33   | 31   | 33   | 30   | 26   |
|               | 2001 | 2004 | 2007 | 2009 | 2012 | 2014 | 2017 | 2019 | 2022 | 2024 |